# Pleurona ochrolutea
Pleurona ochrolutea là một loài bướm đêm trong họ Erebidae.